# The Unbearable Weight of Massive Talent
The Unbearable Weight of Massive Talent és una pel·lícula estatunidenca de comèdia i acció dirigida per Tom Gormican. És protagonitzada per Nicolas Cage, que s'interpreta a si mateix, i el repartiment inclou Pedro Pascal, Sharon Horgan, Ike Barinholtz, Alessandra Mastronardi, Jacob Scipio, Neil Patrick Harris i Tiffany Haddish. Es va estrenar als Estats Units el 22 d'abril del 2022 i fou ben rebuda per la crítica. Ha estat subtitulada al català.

## Argument
L'actor Nicolas Cage passa una mala època: no aconsegueix papers en pel·lícules i, a més, no té una bona relació amb la seva filla ni amb la seva exdona. Com que ha de pagar una factura d'hotel que puja a 600.000 dòlars i no té diners, accepta una oferta d'un milió de dòlars per assistir a la festa d'aniversari del multimilionari Javi Gutierrez a Mallorca. Resulta que Gutierrez és fan seu i tots dos s'avenen de seguida. Tanmateix, la CIA explica a Cage que en Javi és traficant d'armes i que ha segrestat la Maria, filla del president de Catalunya; així vol aconseguir que el polític no es presenti a les pròximes eleccions. Cage accepta convertir-se en espia.

## Repartiment
- Nicolas Cage com a versió ficcionada d'ell mateix.
  - Cage també interpreta a Nicky Cage (citat als crèdits amb el seu nom de naixement: Nicolas Kim Coppola), un producte de la seva imaginació, vist com una versió més jove de si mateix. El personatge es basa en l'aparició infame de l'actor al programa de tertúlies Wogan mentre promocionava Cor salvatge.[3]
- Pedro Pascal com a Javi Gutierrez, un superfan bilionari de Cage que paga 1 milió de dòlars per a aparèixer a la seva festa d'aniversari.
- Sharon Horgan com a Olivia Henson, exmuller de Cage.
- Tiffany Haddish com a Vivian, una agent de la CIA i sòcia d'en Martin.
- Ike Barinholtz com a Martin, un agent de la CIA i soci de la Vivian.
- Alessandra Mastronardi com a Gabriela
- Jacob Scipio com a Carlos
- Neil Patrick Harris com a Richard Fink, agent d'en Cage.
- Lily Sheen com a Addy Cage, filla d'en Cage.
- Paco León com a Lucas Gutierrez, cosí d'en Javi.
- David Gordon Green com a ell mateix.
- Demi Moore com a "Olivia Cage", exmuller de ficció d'en Cage a la pel·lícula.
- Anna MacDonald com a "Addy Cage", filla de ficció d'en Cage a la pel·lícula.
- Joanna Bobin com a terapeuta.

## Producció
A la pel·lícula, l'actor Nicolas Cage interpreta una versió fictícia d'ell mateix que, segons va dir, s'assembla poc a la seva personalitat real fora de la pantalla. Cage originalment va rebutjar el paper «tres o quatre vegades», però va canviar d'opinió després que l'escriptor i director Tom Gormican li escrivís una carta personal. El 15 de novembre de 2019, Lionsgate va adquirir els drets de producció. L'agost de 2020, Pedro Pascal va entrar en negociacions per protagonitzar la pel·lícula. El setembre de 2020, Sharon Horgan i Tiffany Haddish es van unir al repartiment, i Lily Sheen es va afegir a l'octubre. El novembre de 2020, Neil Patrick Harris també es va unir al repartiment.
El rodatge va començar el 5 d'octubre a zones al voltant de Croàcia, inclosa la ciutat de Dubrovnik. Mark Isham va compondre la partitura musical.

## Estrena
Als Estats Units d'Amèrica, la pel·lícula es va estrenar a les sales el 22 d'abril de 2022. A Nova Zelanda va sortir a la llum el 17 d'abril. Originalment estava prevista a ser publicada el 19 de març de 2021. Es va estrenar al festival de cinema South by Southwest el 12 de març de 2022.

## Rebuda

### Taquilla
Fins al 15 de maig de 2022, la pel·lícula va recaptar 18,2 milions de dòlars als Estats Units i Canadà, i 5,7 milions de dòlars als altres territoris, amb un total mundial de 23,9 milions de dòlars.
Als Estats Units i al Canadà, es va estrenar juntament amb The Bad Guys i The Northman, i es va preveure una recaptació d'entre 5 i 10 milions de dòlars en 3.036 cinemes en el seu primer cap de setmana. La pel·lícula va guanyar 2,9 milions de dòlars el primer dia, inclosos els 835.000 dòlars de les previsualitzacions de dijous a la nit. Va debutar amb 7,1 milions de dòlars, i va quedar cinquena a la taquilla. Deadline Hollywood va assenyalar que The Unbearable Weight of Massive Talent i The Northman tenien com a objectiu el mateix grup demogràfic, cosa que va afectar els seus debuts. La revista també va esmentar el baix nivell de consciència de la pel·lícula en el moment de la seva estrena i l'absència de Cage a les xarxes socials com a motius pels quals la pel·lícula no va funcionar millor. Els homes van representar el 59% de l'audiència durant la seva obertura, i els d'entre 18 i 34 anys van representar el 57% de la venda d'entrades. La pel·lícula va guanyar 3,9 milions de dòlars en el seu segon cap de setmana, acabant sisena i 1,6 milions de dòlars en el tercer, acabant vuitena.

### Crítica
Al lloc web de l'agregador de ressenyes Rotten Tomatoes, el 86% de les 255 crítiques són positives, amb una valoració mitjana de 7,3/10. El consens del lloc web diu: «Intel·ligent, divertit i salvatgement creatiu, [la pel·lícula] presenta a Nicolas Cage en la màxima forma de gonzo, i es compara amb l'actuació de robatori d'escena de Pedro Pascal». Metacritic, que utilitza una mitjana ponderada, va assignar a la pel·lícula una puntuació de 67 sobre 100, basada en 51 crítics, indicant «crítiques generalment favorables». El públic enquestat per CinemaScore va donar a la pel·lícula una nota mitjana de «B+» en una escala d'A+ a F, mentre que els de PostTrak li van donar una puntuació positiva del 82%, amb un 66% dient que definitivament la recomanarien.